# 봉래의
봉래의(鳳來儀)는 한국의 궁중무용으로, 조선 세종대왕이 선조(先祖)의 개국창업(開國創業)의 공덕을 칭송하여 지음 춤이다. 〈용비어천가〉의 몇 장(章)을 창사(唱詞)로 부른다. 죽간자 2인, 무원 8인이 춘다. 무용음악은 보허자(步虛子－長春不老之曲)·삼현도드리·염불도드리가 쓰이고, 창사는 가곡의 농(弄)·편수대엽(編數大葉) 가락에 얹어 부른다. 

## 같이 보기
- 여민락